# Bundu dia Kongo
Bundu dia Kongo (Kungariket Kongo) är en politisk och religiös rörelse, främst verksam i provinsen Kongo-Central i västra Kongo-Kinshasa.
Rörelsens anhängare tar avstånd från all "importerad" religionsutövning, såväl väster- som österländsk, som de ser som uttryck för kulturimperialism.
De verkar för återupprättandet av det förkoloniala kungariket Kongo, som omfattade delar av dagens Angola, Gabon, Kongo-Brazzaville och Kongo-Kinshasa.